# 1. List Jana

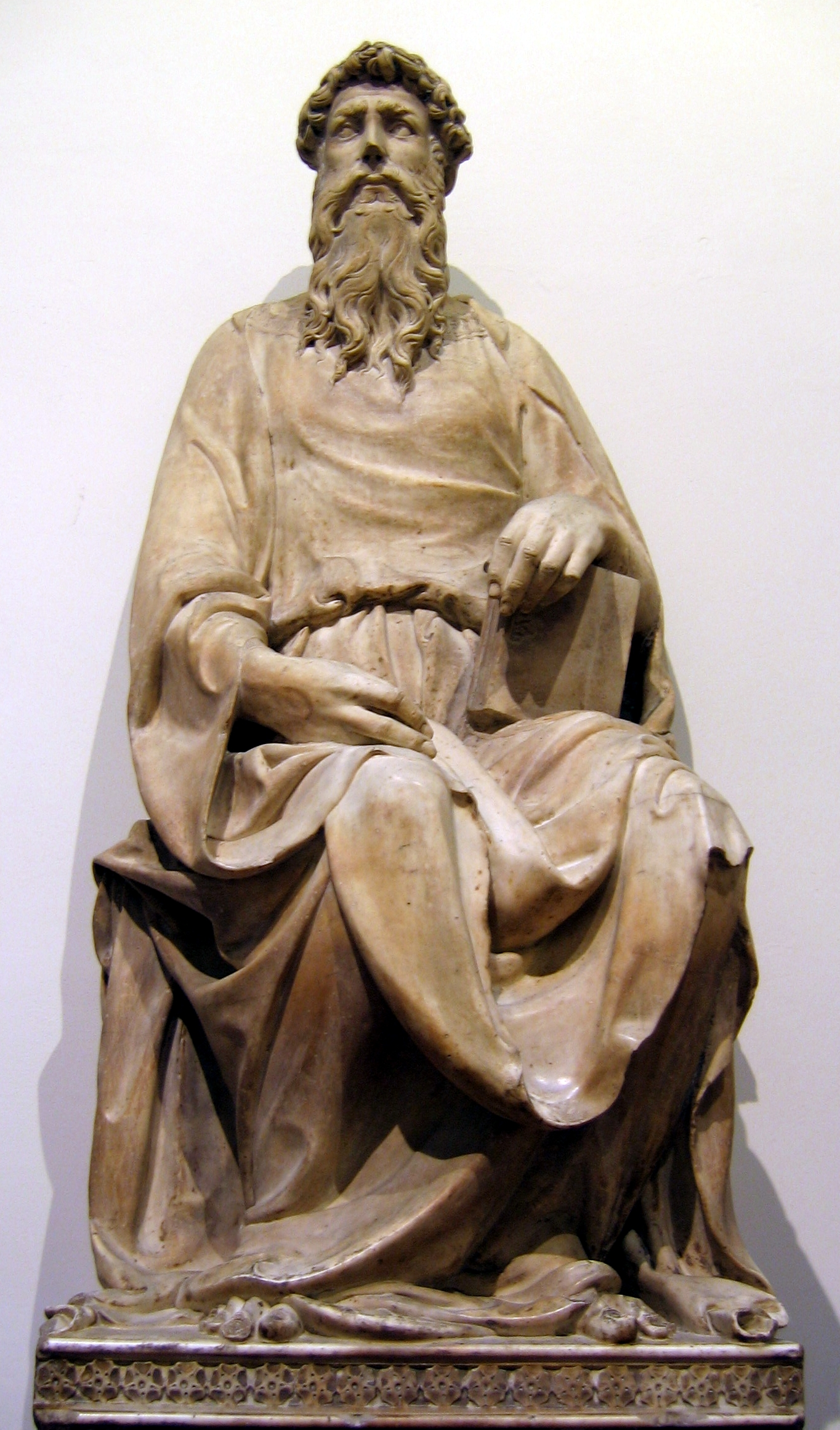
św. Jan Ewangelista – marmurowa rzeźba Donatella z lat (1408-1415)

Pierwszy List św. Jana [1 J lub 1 Jan] – księga Nowego Testamentu. Już od II wieku Tradycja przypisuje autorstwo listu Janowi Apostołowi, synowi Zebedeusza, a autorowi jednej z Ewangelii. Opinia współczesnych biblistów w tej sprawie jest niejednolita. Jakkolwiek dokładne datowanie Listu nie jest możliwe, przyjmuje się zwykle, że powstał w końcu I wieku. Prawdopodobnie został zaadresowany do Kościołów w Azji Mniejszej.

## Struktura i treść
Większość listów Nowego Testamentu posiada wyrazistą strukturę. 1. List Jana tym się wyróżnia na ich tle, że nie ma wyrazistej struktury. Jeżeli nawet autor miał nawet jakiś konkretny plan odnośnie do struktury Listu, to został on zatarty i zagubiony podczas jego pisania.
Robert Law zaproponował podział listu na następujące części:
- Prolog 1,1-4
- Pierwszy cykl (1,5-2,28)
- Drugi cykl (2,29-4,6)
- Trzeci cykl (4,7-5,21)

Każda z tych części ma trzy wspólne tematy: sprawiedliwość, miłość, wiara.

## Data powstania
Dokładne datowanie Listu nie jest możliwe. Przyjmuje się na ogół, że List został napisany w końcu I wieku. Datowanie to bazuje na założeniu, że List powstał w mniej więcej tym samym czasie, co Ewangelia Jana, a herezja, z którą walczy, to Kerinthos. Nie ma jednak absolutnej pewności co do tego, czy List rzeczywiście walczy z Kerinthosem, nieznane są też dokładne lata działalności Kerinthosa. John Arthur Thomas Robinson, anglikański biskup i biblista, wskazał, że tego typu datowanie oparte jest tylko na przypuszczeniach. Jego zdaniem nie ma żadnych przesłanek, by datować List po roku 70.
Uważa się, że powstał prawdopodobnie później od Ewangelii, później od Drugiego i Trzeciego Listu. Nie brak jednak egzegetów zakładających, że List został napisany przed Ewangelią (np. R. Schnackenburg). Problem kolejności pism Janowych jest trudny do rozwiązania.
List nie ma charakteru typowo starożytnego (brakuje adresu i zakończenia; adresy pojawiają się w 2. i 3. Liście, a także w Apokalipsie). Mimo to dzieło posiada wiele elementów charakterystycznych dla listów, takich jak odwołanie do warunków lokalnych, błędów, osobistych akcentów.

## Tradycja
Wśród Listów powszechnych najlepiej poświadczonymi przez tradycję są 1. List Jana i 1. List Piotra. W literaturze wczesnochrześcijańskiej aluzje do tego listu czynią: Didache, Klemens Rzymski, Pasterz Hermasa, List Barnaby i List do Diogneta. Najstarszy cytat z tej księgi znajduje się w Liście do Filipian Polikarpa. Ireneusz, Klemens Aleksandryjski, Tertulian, Orygenes, Dionizy Aleksandryjski, Cyprian, Atanazy, Epifaniusz, Hieronim i inni Ojcowie Kościoła uznawali 1. List Jana jako autentyczny. 
Wszyscy autorzy wczesnochrześcijańscy opowiadają się za autorstwem Janowym i kanonicznością Listu. Pierwsze stwierdzenie o natchnionym charakterze księgi znajduje się u Ireneusza. Jedynie Teodor z Mopsuestii odrzucił 1. List Jana, a czynił to ze względów dogmatycznych.

## Adresaci
Trudno jest umiejscowić adresatów listu. List był przeznaczony prawdopodobnie do grupy Kościołów, znajdujących się być może w Azji Mniejszej i chociaż Jan nie był ich założycielem, to interesował się ich działalnością. Ich adresatami byli chrześcijanie, nawróceni z judaizmu, mówiący po grecku. Autor chce ich zapewnić, że znajdują się na drodze zbawienia, rozbudzić wiarę oraz przestrzec przed fałszywymi prorokami, którzy głosili gnostycyzm. Treść Listu jest bowiem skierowana przeciwko tezom gnostyków, którzy głosili, iż ten, kto posiada wiedzę (gnoza), otrzymuje zbawienie. Ich zdaniem poznanie jest ważniejsze niż miłość. Autor podkreśla, że miłość jest ważniejsza od poznania. Autor kwestionuje również doketyzm. Autor jako kryterium rozpoznawcze przed tego typu herezjami podaje uznawanie faktu, że Chrystus przyszedł w ciele.
W. Nauck próbował dowodzić, że adresaci Listu mieszkali w Syrii. Argumentacja Naucka bazowała na jego interpretacji tekstu 1. J 5,6-7 w oparciu o niektóre stosunkowo późne łacińskie rękopisy. Nie spotkała się ona z uznaniem ze strony innych biblistów.

## Autorstwo

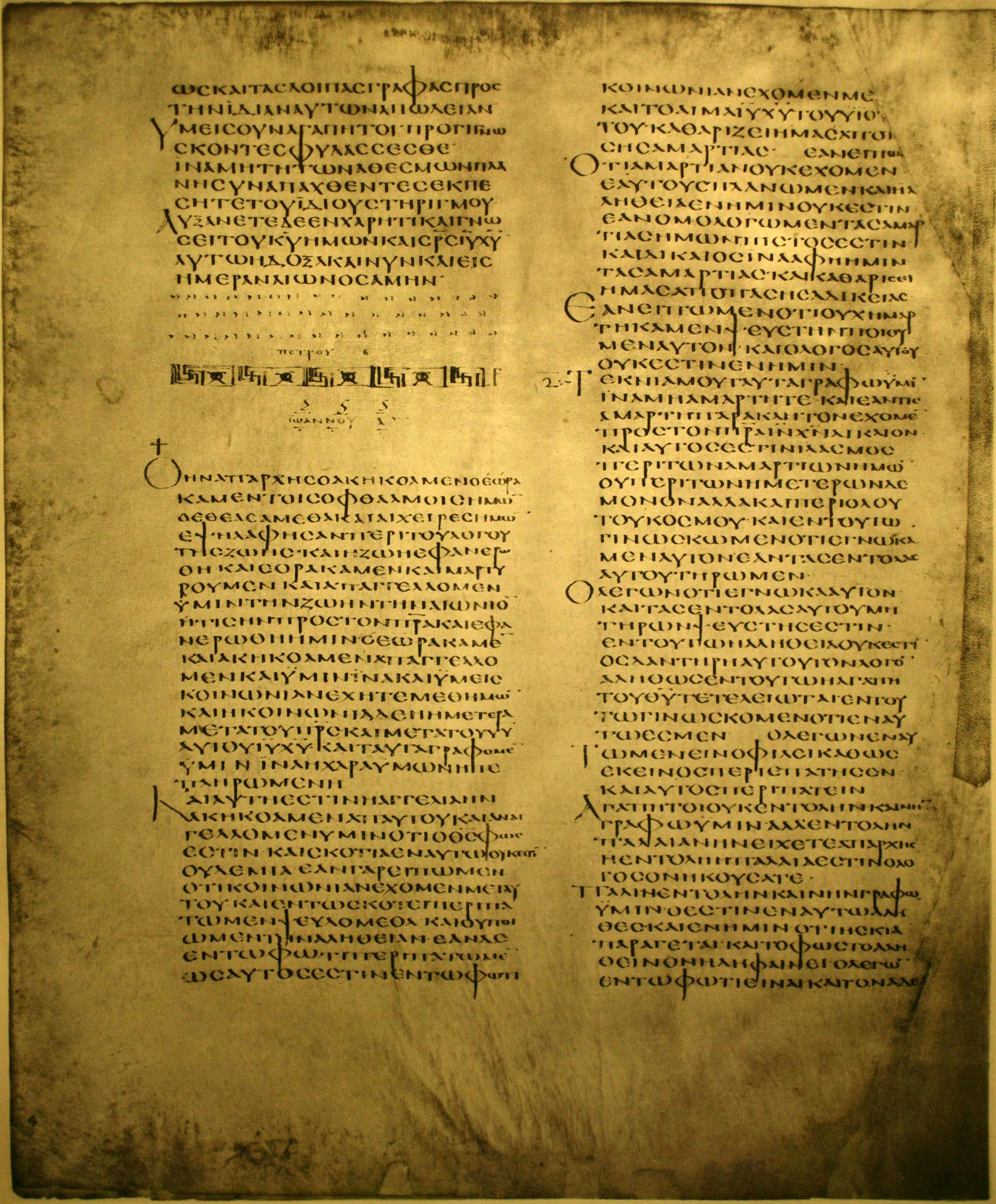
Kodeks Aleksandryjski; koniec 2. Piotra i początek 1. Jana

Autor nie podaje swego imienia, lecz prawdopodobnie jest nim autor Ewangelii Jana. Autor twierdzi, że osobiście znał Jezusa (1,1-4).
Fragment Muratoriego identyfikuje autora Listu z autorem czwartej Ewangelii i nazywa go uczniem (nie apostołem). Orygenes cytował List jako pochodzący od św. Jana. Dionizy Aleksandryjski, który zastanawiał się nad autentycznością Apokalipsy argumentował, że czwarta Ewangelia oraz 1. List Jana wyszły spod ręki Jana apostoła, natomiast Apokalipsa ze względu na wielkie różnice stylistyczne nie może być jego autorstwa.
Większość współczesnych biblistów jest zgodna, że wszystkie trzy Listy Jana mogły wyjść spod ręki tego samego autora, ale traktuje się to jedynie jako prawdopodobną hipotezę. Pewne wątpliwości, co do wspólnego pochodzenia tych Listów były zgłaszane we wczesnym Kościele. Euzebiusz, Hieronim i Ambroży dopuszczali możliwość, że 2. i 3. List mogły wyjść spod ręki innego autora o tym samym imieniu. Przy czym dla Euzebiusza było rzeczą oczywistą, że autorem 1. Listu Jana jest Jan Ewangelista. Zgoda na wspólne autorstwo czwartej Ewangelii oraz 1. Listu Jana jest już wśród biblistów znacznie mniejsza. Przy porównywaniu stylu oraz przekazu teologicznego Ewangelii Jana z Listami Jana, drugi i trzeci List nawet nie są brane pod uwagę, ze względu na ich krótkość uniemożliwiającą takie porównania.

## Język i styl
Formą i treścią przypomina niektóre partie Ewangelii Jana. Zachodzi szereg podobieństw między Listem a Ewangelią, tak pod względem gramatycznym, stylistycznym (np. zastosowanie antytez) czy łączenie zdań za pomocą inkluzji (czyli zamknięcia pewnego fragmentu między dwoma takimi samymi słowami), rytmika. Zarówno Ewangelia, jak i List posiadają te same semityzmy (np. „czynić prawdę”) czy wyrazy (np. „Słowo” na określenie Jezusa). Zachodzi również podobieństwo tematów:
- Jezus Chrystus oddaje swoje życie, aby zbawić świat oraz że jest to dzieło miłości;
- ten, kto miłuje Ojca, miłuje też Syna;
- miłość polega na zachowywaniu przykazań;
- szatan jest od początku grzesznikiem.

Język jest poprawny, jakkolwiek zauważalny jest brak wprawy, słownictwo jest proste i ubogie, występują zaledwie cztery terminy nie użyte w pozostałych księgach Nowego Testamentu. Styl zdradza semickie pochodzenie autora. Autor często stosuje paralelizmy syntetyczne, jak i antytetyczne.

## Cel Listu i jego teologiczny przekaz
Przesłaniem Listu poza wyżej wspomnianymi jest to, że „Bóg jest światłością” (1 J 1,5; 2,8-10), tzn. jest miłością (która objawiła się w wydaniu Syna, który umarł na krzyżu na przebłaganie za nasze grzechy), świętością, najwyższym dobrem, człowiek poprzez wiarę współpracuje z Jego dziełem zbawienia i staje się z Nim jednością, a miłość bliźniego jest nierozerwalnie związana z miłością Boga.
„Na to objawił się Syn Boży, aby wniwecz obrócić dzieła diabła” (1 J 3,8).
Przyjmuje się powszechnie, że podstawa nowotestamentowej teologii bazuje na studiach Starego Testamentu. Zasada ta nie znajduje jednak zastosowania w przypadku Listów Jana. Bezpośrednich nawiązań do Starego Testamentu jest bardzo niewiele, brak jakichkolwiek cytatów starotestamentowych. Jedyne bezpośrednie nawiązania znajdują się w 1 J 3,8 (diabeł od początku grzeszy) i 1 J 3,12 (Kain zabił brata). Ze Starego Testamentu pochodzi koncepcja, iż grzech prowadzi do śmierci. Niewykluczone, że stwierdzenia zapisane w 1 J 2,12-14 bazują na nowym przymierzu przepowiedzianym przez Jeremiasza.
Teologiczny oraz etyczny przekaz Listu bazuje na myśli judaizmu obecnej także i w innych księgach Nowego Testamentu. Czyniono wiele wysiłków dla rozpoznania jaką dokładnie formę judaizmu reprezentuje List. Wiele prób podjęto po odkryciu pism qumrańskich. Jednak próby wykazania ścisłej zależności pomiędzy wspólnotą qumrańską a Listami Janowymi zawiodły.

## Ważniejsze rękopisy i przekłady Listu
1 List Jana został zachowany w kilku starożytnych i kilkuset średniowiecznych rękopisach Nowego Testamentu. Spośród greckich wielkich kodeksów, kodeks Synajski, Aleksandryjski, oraz Watykański zawierają pełny tekst 1. Listu Jana, podczas gdy Kodeks Efrema zawiera jedynie 1 Jana 1,1-4. Kodeks Bezy utracił karty z tekstem Listu. W 26 wydaniu Novum Testamentum Graece Nestle-Alanda wykorzystano ponadto papirus 9, papirus 74, kodeks 025, 044, 048, 0245. NA27 wykorzystuje w aparacie krytycznym 0296 oraz minuskuły 33 i 1739, NA28 wprowadziło minuskuły 5, 81, 307, 436, 442, 642, 1175, 1243, 1448, 1611, 1735, 1852, 2344, 2492. Ze starożytnych przekładów 1 List Jana zawiera Wulgata, Peszitta, przekład koptyjski w dialekcie saidzkim i bohairskim, przekład ormiański, Syro-Filoxena, oraz etiopski przekład.